# Inmaculada Concepción (Hellín)
La Inmaculada Concepción fue una obra realizada por Francisco Salzillo hacia 1770. Destruida en 1936, estaba ubicada en la iglesia del  Convento de San Francisco de Hellín, en Albacete (Castilla-La Mancha, España).

## Historia

### Elaboración
La imagen, conocida en la comunidad franciscana como Nuestra Señora de los Ángeles, advocación bajo la que fue fundado el convento en 1534,: 251  fue elaborada por Salzillo hacia 1770; para su hechura el escultor replicó la Inmaculada Concepción realizada por él mismo entre 1766 y 1772 para el desaparecido Convento de San Francisco de Murcia, pieza que, al igual que la de Hellín, sería destruida en 1931.: 157  En cuanto a los detalles del encargo, no se conserva ninguna documentación al respecto, aunque lo más probable es que existiese una escritura contractual, siendo la talla mencionada por vez primera en 1800 por Juan Agustín Ceán Bermúdez, quien la citó entre las más principales obras de Salzillo además de describirla como «una Concepción grande, sobre trono de ángeles y serafines».: 30  Pese a la carencia de documentos que permitan conocer el origen de la pieza, la cual contaba con una cofradía, se cree, de acuerdo con las Notas manuscritas de P. Lozano Beranguer, que es posible que la imagen llegase por mediación de un hellinero, concretamente el padre Fernando Cortés, quien era provincial, predicador y lector.: 17 

### Destrucción
Tras la fallida sublevación militar de Hellín en julio de 1936, los únicos religiosos que quedaban en el convento eran los padres Andrés Calvo (guardián electo del cenobio en 1934), Rufino Anchía, Julio Mínguez y Leocadio Peña, junto con los hermanos José María Sánchez y Francisco Valor; todos ellos abandonarían el convento el 23 de julio en busca de refugio, ocultándose en diversas casas de la zona. Calvo, Anchía y Sánchez consideraron la posibilidad de escapar a Murcia, motivo por el que el 15 de agosto subieron a un tren rumbo a Cartagena, si bien serían arrestados durante el trayecto y obligados a bajar en la estación de Las Minas. Conducidos hasta un barranco, estuvieron a punto de morir fusilados de no ser por la intervención del alcalde de la pedanía, quien dispuso su traslado de regreso a Hellín, donde quedaron bajo la custodia del alcalde Baldomero Marín Ruiz, el cual optó por dejarlos provisionalmente en libertad vigilada.: 206–207, 304–305 
El 24 de agosto trataron por segunda vez de dirigirse a Murcia, por lo que acudieron a entrevistarse con Marín Ruiz, quien de manera afectuosa engañó a los religiosos con las siguientes palabras: «No hay ningún inconveniente en que ustedes se vayan, y no sólo les facilitaré los salvoconductos, sino que un coche para evitarles nuevos incidentes en los trenes. Esperen en su alojamiento hasta que se les vaya a buscar». La mañana del 25 un vehículo ocupado por milicianos se detuvo ante la puerta del refugio donde se encontraban los franciscanos, quienes subieron al coche; al poco tiempo los religiosos fueron conscientes de que el vehículo no se dirigía a la estación sino a la Inspección de Policía, lugar en el que los estaba esperando el alcalde, quien los sometió a un interrogatorio el cual comenzó con la acusación de estar ocultando la imagen de la Inmaculada Concepción, desaparecida de su camarín en marzo de aquel año y que, según él, era propiedad del pueblo.: 207, 305–306  Con el fin de evitar su destrucción, la talla había sido sacada de la iglesia del convento por los propios franciscanos y escondida en una casa de campo situada en las inmediaciones del cenobio, concretamente en el Cercado de la Galera, una finca próxima a Liétor.: 252  Cuestionado por el Frente Popular acerca de su paradero, y después de que Marín Ruiz prometiese que la pieza sería conducida a un lugar donde estaría cuidadosamente protegida, el padre Calvo, deseoso de salvar la obra, rebeló su ubicación. Una vez finalizado el interrogatorio, los franciscanos permanecieron en las dependencias de la Inspección de Policía hasta las dos de la madrugada, cuando fueron subidos a un coche y conducidos a la carretera de Tobarra, donde murieron fusilados.: 207, 305–306 
La imagen de la Inmaculada Concepción fue trasladada a la Ermita del Rosario, si bien al parecer sería retirada de allí poco después, siendo supuestamente mutilada y quemada por los refugiados para calentarse, aunque de acuerdo con una persona que vivía frente a la ermita, la talla podría haber sido sacada del país por algún experto o entendido en arte.: 306  Sin embargo, la tesis hoy aceptada es que la imagen no fue mutilada para hacer leña de ella y menos aún conducida al extranjero ya que lo más probable es que ni siquiera llegase a salir de la ermita, aunque igualmente terminaría siendo pasto de las llamas cuando se procedió a quemar el templo, logrando salvarse del fuego únicamente la cabeza de un querubín, retirada de la hoguera por un testigo del incendio.: 17 

## Descripción
La imagen, a tamaño natural y realizada en madera policromada y estofada, constituía una réplica bastante fiel de la talla murciana, aunque poseía menores dimensiones y un mayor barroquismo, siendo considerada artísticamente superior a esta. El estilo barroco resultaba patente en los ropajes, elevados con el fin de realzar la figura mariana, dando la impresión, según Luis Guillermo García-Saúco, de que esta se movía «envuelta como por un vendaval perfectamente conseguido, que pone al autor a la altura de los mejores escultores de la época, no sólo de España, sino incluso de Italia o de los escultores austríacos y bávaros del setecientos». La Virgen se hallaba dispuesta sobre una gran esfera, con el cuerpo cubierto por un manto de traza helicoidal donde destacaba una elaborada policromía. En la base un querubín sujetaba uno de los extremos del manto, el cual tapaba parcialmente la espalda de María y se recogía encima del hombro izquierdo, estando las manos de la Virgen sobre el pecho y destacando una sección del manto fuertemente agitada en el costado derecho, detalle que dotaba a la figura de gran dinamismo y arrebato ascensional.: 16 
El trono sobre el que se erguía la talla poseía un tratamiento distinto al de la imagen murciana puesto que se encontraba integrado por una voluminosa esfera conformada por un sol y una luna, ambos elementos característicos de las representaciones de la Purísima. Sobre varias nubes plateadas se apreciaban seis querubines, cuatro de cuerpo entero y dos tan solo con la cabeza tallada, todos ellos juguetones y revoltosos los cuales estaban acompañados de un dragón, símbolo del mal. Los putti de cuerpo entero portaban atributos propios de la imaginería concepcionista y alusivos a las letanías: uno sujetaba el manto; otro portaba un vaso (conocido como vas espirituales, vas honorabile o vas insigne devotionis); otro se hacía acompañar de una torre la cual sostenía con su mano izquierda («Fuerte como Torre de David. Hermosa como Torre de Marfil»), mientras con la derecha atacaba al dragón; y por último, en la parte baja otro exhibía una filacteria con la leyenda «TOTA PULCHRA ES MARIA». Para rematar, las dos cabezas de ángeles se ubicaban junto al pie derecho de la Virgen, hallándose una debajo a modo de soporte y otra encima, en actitud de besarlo, siendo esta última el único fragmento que ha llegado a nuestros días.: 16 

## Legado
Considerada «una en las obras maestras de Salzillo, acaso la más bella» por Elías Tormo, definida como una «grandiosa escultura» por José Sánchez Moreno,: 16  y descrita por García Saúco como una talla con la que Salzillo llegó «a sus más altas cotas de perfección», la imagen ha sido calificada por expertos como una de las mejores obras del escultor. Su fama llevó a que en la década de 1920 el albaceteño Pascual García Valverde, dueño del estudio Photo-Royal, ubicado en Hellín, realizase un total de siete fotografías de la talla, instantáneas que constituyen un documento de gran valor al permitir un mejor y más detallado conocimiento de la pieza.: 250  Con motivo de la destrucción de la imagen, en 1941 el escultor sevillano José Rodríguez Fernández-Andes realizó una réplica popularmente conocida como «La Invicta», pieza que ocupa el mismo emplazamiento que la obra original y que sería coronada canónicamente en 1954.